# توتلي العليا (جرغلان)
توتلي العليا (بالفارسية: توتلی علیا) هي قرية تقع في إيران في قسم جرغلان الريفي. يقدر عدد سكانها بـ 823 نسمة بحسب إحصاء 2016.